# Liste der Naturdenkmale in Bollschweil
| Naturdenkmale | Anzahl |
| ------------- | ------ |
| FND           | 3      |
| END           | 7      |
| Gesamt        | 10     |

Die Liste der Naturdenkmale in Bollschweil nennt die verordneten Naturdenkmale (ND) der im baden-württembergischen Landkreis Breisgau-Hochschwarzwald liegenden Gemeinde Bollschweil. In Bollschweil gibt es insgesamt zehn als Naturdenkmal geschützte Objekte, davon drei flächenhafte Naturdenkmale (FND) und sieben Einzelgebilde-Naturdenkmale (END).
Stand: 31. Oktober 2016.

## Flächenhafte Naturdenkmale (FND)
| Name                        | Bild | Kennung     | Einzelheiten        | Position | Fläche Hektar | Datum         |
| --------------------------- | ---- | ----------- | ------------------- | -------- | ------------- | ------------- |
| Felsengruppe mit Weißtannen | BW   | 83150140002 | Bollschweil         | ⊙        | 0,1           | 15. Apr. 1964 |
| Geisenfelsen                | BW   | 83150140003 | Bollschweil, Horben | ⊙        | 0,9           | 15. Apr. 1964 |
| Priorsfelsen                | BW   | 83150140001 | Bollschweil         | ⊙        | 1,2           | 15. Apr. 1964 |
| Legende für Naturdenkmal    |      |             |                     |          |               |               |

## Einzelgebilde (END)
| Name                         | Bild | Kennung     | Einzelheiten | Position | Fläche Hektar | Datum         |
| ---------------------------- | ---- | ----------- | ------------ | -------- | ------------- | ------------- |
| 1 Sommerlinde am Bittersthof | BW   | 83150140017 | Bollschweil  | ⊙        | 0,0           | 15. Apr. 1964 |
| 1 Sommerlinde am Bittersthof | BW   | 83150140018 | Bollschweil  | ⊙        | 0,0           | 15. Apr. 1964 |
| 1 Sommerlinde St. Ulrich     | BW   | 83150140023 | Bollschweil  | ⊙        | 0,0           | 15. Apr. 1964 |
| 1 Sommerlinde                | BW   | 83150140025 | Bollschweil  | ⊙        | 0,0           | 15. Apr. 1964 |
| 1 Stechpalme                 | BW   | 83150140019 | Bollschweil  | ⊙        | 0,0           | 15. Apr. 1964 |
| 1 Weißtanne                  | BW   | 83150140020 | Bollschweil  | ⊙        | 0,0           | 15. Apr. 1964 |
| 3 Sommerlinden               | BW   | 83150140021 | Bollschweil  | ⊙        | 0,0           | 15. Apr. 1964 |
| Legende für Naturdenkmal     |      |             |              |          |               |               |